# Saint-Ciers-sur-Bonnieure
Saint-Ciers-sur-Bonnieure ist eine französische Gemeinde mit 313 Einwohnern (Stand 1. Januar 2022) im Département Charente in der Region Nouvelle-Aquitaine (vor 2016 Poitou-Charentes); sie gehört zum Arrondissement Confolens und zum Kanton Boixe-et-Manslois. 

## Geographie
Saint-Ciers-sur-Bonnieure liegt etwa 25 Kilometer nordnordöstlich von Angoulême an der Bonnieure. Umgeben wird Saint-Ciers-sur-Bonnieure von den Nachbargemeinden Mouton im Norden, Saint-Front im Nordosten, Val-de-Bonnieure im Osten und Süden, Nanclars im Süden und Südwesten sowie Puyréaux im Westen.

## Bevölkerungsentwicklung
| 1962                       | 1968 | 1975 | 1982 | 1990 | 1999 | 2006 | 2019 |
| -------------------------- | ---- | ---- | ---- | ---- | ---- | ---- | ---- |
| 271                        | 271  | 264  | 256  | 240  | 256  | 288  | 333  |
| Quellen: Cassini und INSEE |      |      |      |      |      |      |      |

## Sehenswürdigkeiten
- Dolmen La Pierre Lévée, seit 2012 Monument historique
- Kirche Saint-Ciers aus dem 18. Jahrhundert

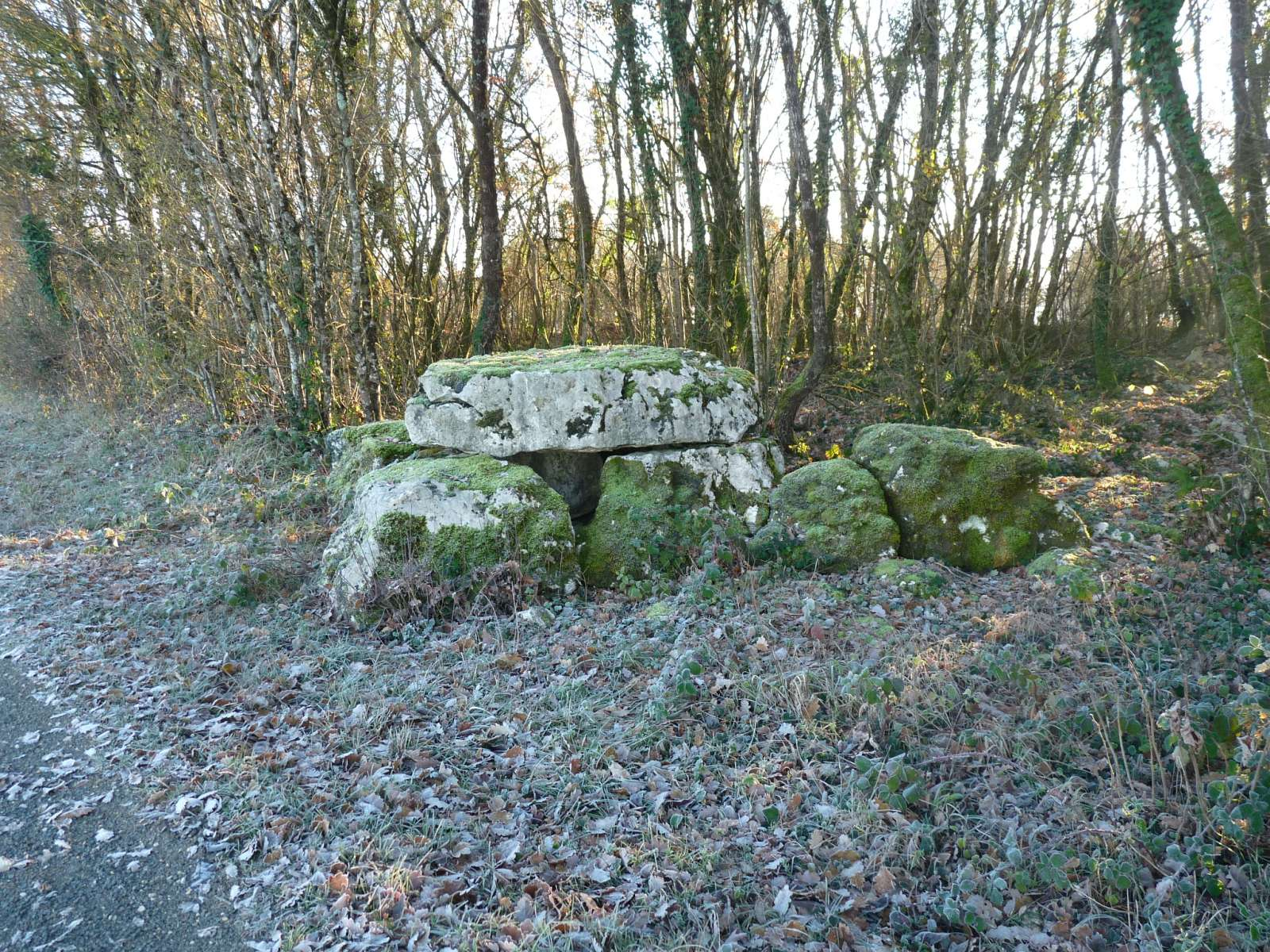
Dolmen La Pierre Lévée
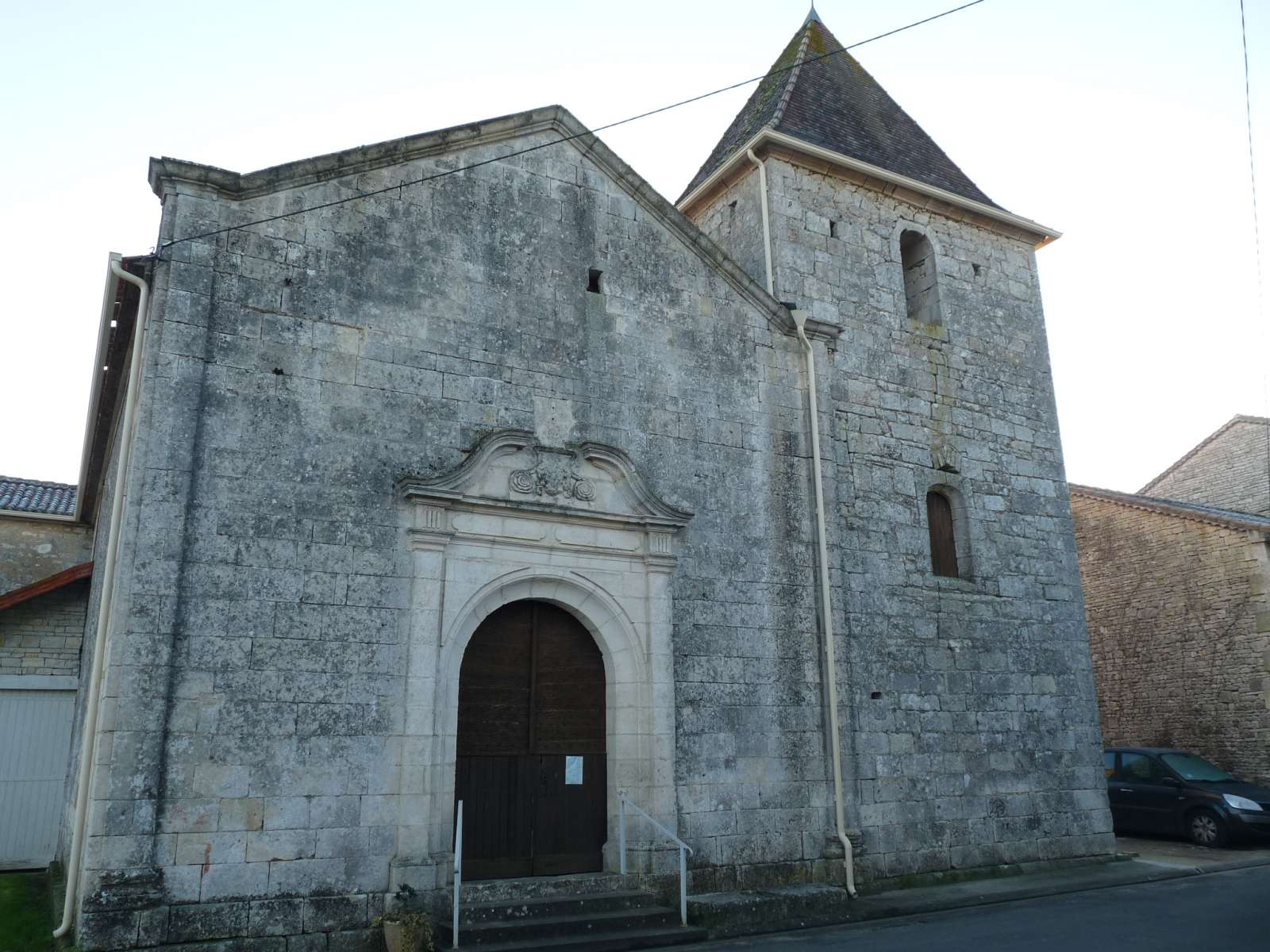
Kirche Saint-Ciers